# Kornik drukarczyk
Kornik drukarczyk (Ips amitinus) – gatunek chrząszcza zaliczany do kornikowatych.
Rójka
Przebiega od kwietnia do maja, możliwa generacja druga i siostrzana, w zależności od warunków atmosferycznych ich rójki mają miejsce w czerwcu oraz od lipca do sierpnia.
Wygląd
Larwa beznoga (jak u wszystkich kornikowatych), barwy białej, z jasnobrunatną głową. Poczwarka typu wolnego, barwy kremowej, kolebka poczwarkowa w łyku. Imago długości 3,0-4,5 mm. Chrząszcz kształtu walcowatego, barwy ciemnobrązowej do brunatnoczarnej. Mniejszy i smuklejszy od kornika drukarza. Przedplecze z przodu łukowato zaokrąglone. Ścięcie pokryw lśniące. Po obu stronach ścięcia widoczne po cztery wyrostki – ząbki, z których trzeci jest największy i rozszerzony oraz guzowato zgrubiały. Przedplecze w przedniej części ziarenkowate, w tylnej delikatnie kropkowane. Pokrywy z rzędami wyraźnych, głębokich kropek, międzyrzędy delikatnie kropkowane. W tylnej części pokryw obok szwu, w górnej części zaopatrzone w szczecinki. Dymorfizm płciowy niewidoczny.
Występowanie
Gatunek środkowoeuropejski, zawleczony do Szwecji i Finlandii. W Polsce jeden z najpospolitszych szkodników wtórnych świerka.
Pokarm
Żeruje na świerku, rzadziej na sośnie pospolitej i limbie, modrzewiu i jodle, najczęściej na wierzchołkach strzał.
Znaczenie
Bardzo często towarzyszy innym kornikom. W gospodarce leśnej ma bardzo duże znaczenie (podobnie jak kornik drukarz).